# Municipio de San Antonio Huitepec
El municipio de San Antonio Huitepec (Del náhuatl huitztly tépeltque: espinas y cerro "Cerro a manera de espina" como referencia a la forma de su cerro con el que colinda, el cerro del Ferrocarril) es uno de los 570 municipios que conforman al estado mexicano de Oaxaca. Pertenece al distrito de Zaachila, dentro de la región valles centrales. Su cabecera es la localidad de San Antonio Huitepec.

## Geografía
El municipio abarca 193.20 km² y se encuentra a una altitud promedio de 2340 m s. n. m., oscilando entre 3000 y 1300 m s. n. m.

## Demografía
De acuerdo al último censo, realizado por el INEGI en 2010, en el municipio habitan 4289 personas, repartidas entre 42 localidades.